# William Hyde Wollaston
William Hyde Wollaston fue un físico y químico británico (East Dereham, 6 de agosto de 1776-Londres, 22 de diciembre de 1828). Perfeccionó la pila inventada por el italiano Alessandro Volta, y descubrió los metales rodio y paladio.

## Biografía
Wollaston nació en East Dereham (Norfolk) y en 1793 obtuvo el doctorado en medicina de la Universidad de Cambridge. Durante sus estudios allí, se interesó por la química, la cristalografía, la metalurgia y la física. En 1800 dejó la medicina y se concentró en estos intereses en lugar de ejercer su profesión.
Se hizo rico desarrollando un método físico-químico para procesar el platino, y durante las pruebas del dispositivo descubrió el paladio en 1803 y el rodio en 1804.
A lo largo de los últimos años de su vida realizó experimentos eléctricos que prepararían el terreno al diseño del motor eléctrico. Sin embargo, surgió una  controversia cuando Michael Faraday, que fue indudablemente el primero en construir un motor eléctrico, rechazó conceder el crédito a Wollaston de su trabajo anterior.
Wollaston también es célebre por sus observaciones de líneas oscuras en el espectro solar, que finalmente condujeron al descubrimiento de los elementos en el Sol (ver: Historia de la espectroscopia), y por su trabajo sobre el hipsómetro y sobre varios dispositivos ópticos.
En 1793 fue elegido miembro de la Royal Society y sirvió como Secretario de la Sociedad entre 1804 y 1816.

## Escritos publicados
- On the force of percussion [Sobre la fuerza de la percusión], 1805
- Wollaston, William Hyde (1808). «On Super-Acid and Sub-Acid Salts». Phil. Trans. 98: 96-102. doi:10.1098/rstl.1808.0006. [Sobre sales superácidas y subácidas]

## Honores y premios
- 1793: miembro de la Royal Society, siendo su secretario (1804-1816), presidente  (1820, brevemente) y vicepresidente (1820-1828).
- 1802: Medalla Copley
- 1802, 1805, 1812, 1828: Conferencia Bakeriana.
- 1809: Conferencia Crooniana
- 1813: miembro de la Real Academia de las Ciencias de Suecia.
- 1828: Medalla Real

## Reconocimientos
Han sido nombrados en su honor:
- Prisma de Wollaston.
- Wollastonita, un mineral de silicato en cadena.[2]
- El cráter lunar Wollaston lleva este nombre en su memoria.[3]
- Medalla Wollaston, concedida por la  Geological Society of London desde 1831[4]
  - Laureados con la medalla Wollaston
- Lago Wollaston, provincia de Saskatchewan (Canadá) un lago de agua dulce de 2681 km².[5]
- las islas Wollaston, en Chile.[6]
- Wollaston Foreland, NE Groenlandia.[7]
- Península de Wollaston, en el extremo suroccidental de la isla Victoria (Canadá), Canadá.[8]
- Alambre de Wollaston, alambre de platino extremadamente fino.[9]

Se ha mencionado que Wollaston no ha recibido el renombre que debería por su posición histórica en el mundo de la ciencia: sus contemporáneos Thomas Young, Humphry Davy y John Dalton se han vuelto mucho más conocidos. Se han sugerido diferentes razones para esto, incluido que el propio Wollaston no fue sistemático ni convencional en la presentación de sus descubrimientos, incluso publicando de forma anónima (inicialmente) en el caso del paladio. Además, y quizás lo más importante para su legado moderno, sus documentos privados eran inaccesibles y sus cuadernos desaparecieron poco después de su muerte y permanecieron así durante más de un siglo; finalmente se recopilaron a fines de la década de 1960 en la Universidad de Cambridge y  Melvyn Usselman  completó la primera biografía completa en 2015, después de más de 30 años de investigación.